# Armoiries de l'Australie-Occidentale

Armoiries de l'Australie-Occidentale.

Les armoiries de l'Australie-Occidentale sont le symbole de cet État australien. Elles ont été octroyées par décret royal de la reine Élisabeth II le 17 mars 1969.

## Description
Le blason est composé d'un champ d'argent, avec des ondes d'azur à la base. Un cygne noir dans ses couleurs naturelles sur la partie supérieure, nage sur des ondes bleues. 
La crête est la couronne royale dans ses couleurs sur un Torse de couleur noire (sable) et or entre deux Haemodoraceae dans leurs couleurs naturelles de rouge et de vert.
Les tenants sont deux kangourous roux. Ils sont chacun représentés «bon» ou, en couleurs naturelles. Chaque kangourou tient dans ses pattes un boomerang sans marques ni symboles, et repose sur une terre.
Il n'y a pas de devise dans ces armoiries. 